# Луговское (Калининградская область)
Луговское — посёлок в Зеленоградском районе Калининградской области. Входит в состав Ковровского сельского поселения.

## Население
| 2002 | 2010 |
| ---- | ---- |
| 410  | ↗412 |

## История
Поселение Лобиттен было основано в 1354 году.
В 1910 году население Лобиттена составляло 147 жителей, в 1933 году — 146 жителей, в 1939 году — 171 житель.
В 1946 году Лобиттен был переименован в поселок Луговское.